# Duitsland op de Olympische Zomerspelen 1952
Duitsland nam deel aan de Olympische Zomerspelen 1952 in Helsinki, Finland. Duitsland was niet uitgenodigd voor de Spelen van 1948 vanwege de rol die het speelde tijdens de Tweede Wereldoorlog. Het IOC beschouwde het Nationaal Olympisch Comité uit de Bondsrepubliek als vertegenwoordiger van heel Duitsland; het Olympisch Comité van de DDR werd door het IOC niet erkend. De DDR weigerde deelnemers naar Helsinki af te vaardigen, waardoor het Duitse team alleen uit West-Duitsers bestond. Desondanks beschouwt het IOC tot op heden dit team als Duits en niet als West-Duits. Vanaf 1956 zou er wel een verenigd Duits team meedoen.

## Medailles
| Sport          | Sporter                                                         | Onderdeel                    | medaille |
| -------------- | --------------------------------------------------------------- | ---------------------------- | -------- |
| Atletiek       | Helga Klein Ursula Knab Marga Petersen Maria Sander             | 4x100m (v)                   | Zilver   |
| Atletiek       | Karl Storch                                                     | kogelslingeren (m)           | Zilver   |
| Atletiek       | Marianne Werner                                                 | kogelstoten (v)              | Zilver   |
| Boksen         | Edgar Basel                                                     | -51kg (m)                    | Zilver   |
| Paardensport   | Otto Rothe Klaus Wagner Willi Büsing                            | eventing (team)              | Zilver   |
| Roeien         | Heinz Manchen Helmut Heinhold Helmut Noll                       | twee-met (m)                 | Zilver   |
| Turnen         | Alfred Schwarzmann                                              | rekstok (m)                  | Zilver   |
|                |                                                                 |                              |          |
| Atletiek       | Heinz Ulzheimer                                                 | 800m (m)                     | Brons    |
| Atletiek       | Maria Sander                                                    | 80m horden (v)               | Brons    |
| Atletiek       | Herbert Schade                                                  | 5000m (m)                    | Brons    |
| Atletiek       | Günter Steines Hans Geister Heinz Ulzheimer Karl-Friedrich Haas | 4x100m (m)                   | Brons    |
| Atletiek       | Werner Lueg                                                     | 1500m (m)                    | Brons    |
| Boksen         | Günther Heidemann                                               | -67kg (m)                    | Brons    |
| Kanovaren      | Michel Scheuer                                                  | K-1 10000m (m)               | Brons    |
| Kanovaren      | Egon Drews Wilfried Soltau                                      | C-2 1000m (m)                | Brons    |
| Kanovaren      | Egon Drews Wilfried Soltau                                      | C-2 10000m (m)               | Brons    |
| Paardensport   | Heinz Pollay Ida von Nagel Fritz Thiedemann                     | dressuur (team)              | Brons    |
| Paardensport   | Fritz Thiedemann                                                | springconcours (individueel) | Brons    |
| Paardensport   | Willi Büsing                                                    | eventing (individueel)       | Brons    |
| Schoonspringen | Günther Haase                                                   | 10m toren (m)                | Brons    |
| Wielrennen     | Edi Ziegler                                                     | wegwedstrijd (m)             | Brons    |
| Wielrennen     | Werner Potzernheim                                              | sprint (m)                   | Brons    |
| Zeilen         | Theodor Thomsen Erich Natusch Georg Nowka                       | dragon                       | Brons    |
| Zwemmen        | Herbert Klein                                                   | 200m schoolslag (m)          | Brons    |

## Deelnemers en resultaten

### Atletiek
| Olympiër                                                         | Discipline             | Resultaat | Prestatie                                                                                            |
| ---------------------------------------------------------------- | ---------------------- | --------- | --- |
| Erich Fuchs                                                      | 100m (m)               | 34e       | serie 12: 3de in 11,19                                                                               |
| Werner Zandt                                                     | 100m (m)               | 13e       | serie 9: 1ste in 11,03 kwartfinale 3: 4de in 10,98                                                   |
| Peter Kraus                                                      | 200m (m)               | 23e       | serie 9: 2de in 22,06 kwartfinale 2: 4de in 22,19                                                    |
| Werner Zandt                                                     | 200m (m)               | 7e        | serie 5: 2de in 22,23 kwartfinale 6: 2de in 21,87 halve finale 1: 4de in 21,92                       |
| Hans Geister                                                     | 400m (m)               | 8e        | serie 8: 1ste in 47,99 kwartfinale 3: 2de in 47,81 halve finale 2: 4de in 47,00                      |
| Karl-Friedrich Haas                                              | 400m (m)               | 4e        | serie 1: 1ste in 47,58 kwartfinale 2: 3de in 47,66 halve finale 1: 2de in 46,56 finale: 4de in 47,22 |
| Urban Cleve                                                      | 800m (m)               | 8e        | serie 7: 2de in 1.53,4 halve finale 1: 5de in 1.51,6                                                 |
| Günther Steines                                                  | 800m (m)               | 6e        | serie 4: 3de in 1.52,7 halve finale 2: 2de in 1.52,9 finale: 6de in 1.50,6                           |
| Heinz Ulzheimer                                                  | 800m (m)               | Brons     | serie 6: 1ste in 1.51,4 halve finale 3: 1ste in 1.51,9 finale: 3de in 1.49,7                         |
| Günter Dohrow                                                    | 1500m (m)              | 22e       | serie 1: 2de in 3.51,8 halve finale 2: 10de in 3.55,2                                                |
| Rolf Lamers                                                      | 1500m (m)              | 6e        | serie 3: 3de in 3.52,4 halve finale 2: 6de in 3.50,8 finale: 6de in 3.46,8                           |
| Werner Lueg                                                      | 1500m (m)              | Brons     | serie 6: 1ste in 3.52,0 halve finale 1: 2de in 3.49,8 finale: 3de in 3.45,4                          |
| Herbert Schade                                                   | 5000m (m)              | Brons     | serie 2: 1ste in 14.15,4 finale: 3de in 14.08,6                                                      |
| Wolfgang Troßbach                                                | 110m horden (m)        | 18e       | serie 3: 4de in 15,1                                                                                 |
| Helmut Gude                                                      | 3000m steeplechase (m) | 8e        | serie 2: 4de in 9.04,2 final: 8ste in 9.01,4                                                         |
| Günter Heßelmann                                                 | 3000m steeplechase (m) | 6e        | serie 1: 2de in 9.05,0 final: 6de in 8.55,8                                                          |
| Franz Happernagel Josef Heinen Peter Kraus Werner Zandt          | 4x100m (m)             | 12e       | serie 3: 4de in 41,5                                                                                 |
| Hans Geister Günther Steines Heinz Ulzheimer Karl-Friedrich Haas | 4x400m (m)             | Brons     | serie 3: 1ste in 3.10,57 finale: 3de in 3.06,78                                                      |
| Dieter Engelhardt                                                | marathon (m)           | 30e       | 2:39.37,2                                                                                            |
| Ludwig Warnemünde                                                | marathon (m)           | 43e       | 2:50.00,0                                                                                            |
| Rudi Lüttge                                                      | 50km snelwandelen (m)  | 13e       | 4:47.28,6                                                                                            |
| Josef Hipp                                                       | discuswerpen (m)       | 27e       | kwalificatie groep A: 13de met 43,38m                                                                |
| Herbert Koschel                                                  | speerwerpen (m)        | 12e       | kwalificatie groep A: 5de met 67,22m finale: 12de met 64,54m                                         |
| Karl Storch                                                      | kogelslingeren (m)     | Zilver    | kwalificatie groep A: 2de met 55,35m finale: 2de met 58,86m                                          |
| Karl Wolf                                                        | kogelslingeren (m)     | 6e        | kwalificatie groep A: 4de met 53,86m finale: 6de met 56,49m                                          |
| Sepp Hipp                                                        | tienkamp (m)           | 5e        | 6449 punten                                                                                          |
| Friedel Schirmer                                                 | tienkamp (m)           | 8e        | 6118 punten                                                                                          |
|                                                                  |                        |           | |
| Helga Klein                                                      | 100m (v)               | 11e       | serie 4: 1ste in 12,1 kwartfinale 4: 2de in 12,0 halve finale 2: 6de in 12,3                         |
| Marga Petersen                                                   | 100m (v)               | 7e        | serie 11: 2de in 11,0 kwartfinale 1: 2de in 12,0 halve finale 1: 5de in 12,1                         |
| Maria Sander                                                     | 100m (v)               | 5e        | serie 5: 1ste in 12,2 kwartfinale 2: 1ste in 12,0 halve finale 2: 3de in 12,0 finale: 5de in 12,0    |
| Helga Klein                                                      | 200m (v)               | 11e       | serie 2: 2de in 24,6 halve finale 2: 3de in 24,4 finale: 5de in 24,6                                 |
| Ursula Knab                                                      | 200m (v)               | 14e       | serie 1: 2de in 25,0 halve finale 1: 7de in 25,5                                                     |
| Maria Sander                                                     | 80m horden (v)         | Brons     | serie 5: 1ste in 11,3 halve finale 1: 2de in 10,9 finale: 3de in 11,1                                |
| Anneliese Seonbuchner                                            | 80m horden (v)         | 4e        | serie 4: 2de in 11,4 halve finale 2: 3de in 11,4 finale: 4de in 11,2                                 |
| Helga Klein Ursula Knab Marga Petersen Maria Sander              | 4x100m (v)             | Zilver    | serie 3: 1ste in 46,3 finale: 2de in 45,9                                                            |
| Leni Hofknecht                                                   | verspringen (v)        | 15e       | kwalificatie groep A: 8ste met 5,41m finale: 15de met 5,55m                                          |
| Irmgard Schmelzer                                                | verspringen (v)        | 6e        | kwalificatie groep B: 7de met 5,61m finale: 4de met 5,90m                                            |
| Elfriede von Nitzsch                                             | verspringen (v)        | 14e       | kwalificatie groep B: 5de met 5,62m finale: 14de met 15,57m                                          |
| Gertrud Kille                                                    | kogelstoten (v)        | 5e        | kwalificatie: 2de met 13,71m finale: 5de met 13,84m                                                  |
| Dorothea Kreß                                                    | kogelstoten (v)        | 11e       | kwalificatie: 11de met 12,57m finale: 11de met 12,91m                                                |
| Marianne Werner                                                  | kogelstoten (v)        | Zilver    | kwalificatie: 4de met 13,62m finale: 2de met 14,57m                                                  |
| Marianne Werner                                                  | discuswerpen (v)       | 9e        | kwalificatie: 3de met 41,37m finale: 9de met 41,03m                                                  |
| Inge Bausenwein                                                  | speerwerpen (v)        | 12e       | kwalificatie: 9de met 40,53m finale: 12de met 41,16m                                                 |
| Jutta Krüger                                                     | speerwerpen (v)        | 8e        | kwalificatie: 6de met 43,43m finale: 8ste met 44,30m                                                 |
| Marlies Müller                                                   | speerwerpen (v)        | 6e        | kwalificatie: 5de met 44,99m finale: 6de met 44,37m                                                  |

### Boksen
| Olympiër            | Discipline  | Resultaat | Prestatie |
| ------------------- | ----------- | --------- | --- |
| Edgar Basel         | -51kg (m)   | Zilver    | 1ste ronde: W van POL Kukier: 3-0 2de ronde: vrij kwartfinale: W van NOR Clausen: knock-out halve finale: W van URS Boelakov: 2-1 finale: V van USA Brooks: 0-3 |
| Egon Schidan        | -54kg (m)   | 9e        | 1ste ronde: vrij 2de ronde: V van USA Moore: 0-3 |
| Willi Roth          | -57kg (m)   | 9e        | 1ste ronde: W van AUS McDonnell: 2-1 2de ronde: V van CAN Walter: 1-2                                                                                           |
| Hans-Werner Wohlers | -60kg (m)   | 9e        | 1ste ronde: W van BUL Markov: 2-1 2de ronde: V van POL Antkiewics: 0-3                                                                                          |
| Herbert Schilling   | -63,5kg (m) | 17e       | 1ste ronde: V van RSA Webster: 0-3 |
| Günther Heidemann   | -67kg (m)   | Brons     | 1ste ronde: W van HUN Budai: 2-1 2de ronde: W van ROU Linca: knock-out kwartfinale: W van NED Linneman: 3-0 halve finale: V van POL Chychła: 1-2                |
| Günther Heidemann   | -71kg (m)   | 5e        | 1ste ronde: vrij 2de ronde: W van SUI Büchi: knock-out kwartfinale: V van RSA van Schalkwyk: 1-2                                                                |
| Dieter Wemhöner     | -75kg (m)   | 5e        | 1ste ronde: vrij 2de ronde: W van TCH Koutný: 2-1 kwartfinale: V van BUL Nikolov: 0-3                                                                           |
| Karl Kistner        | -81kg (m)   | 5e        | 1ste ronde: W van IND Ward: knock-out 2de ronde: vrij kwartfinale: V van FIN Siljander: 1-2                                                                     |
| Edgar Gorgas        | +81kg (m)   | 17e       | 1ste ronde: V van RSA Nieman: 0-3 |

### Gewichtheffen
| Olympiër        | Discipline  | Resultaat | Prestatie      |
| --------------- | ----------- | --------- | -------------- |
| Josef Schuster  | -56kg (m)   | 14e       | 267,5kg        |
| Oswald Junkes   | -60kg (m)   | 16e       | 290kg          |
| Toni Leuthe     | -67,5kg (m) | DNF       | niet gefinisht |
| Hans Claussen   | -82,5kg (m) | 11e       | 362,5kg        |
| Heinz Schattner | +90kg (m)   | 4e        | 290kg          |

### Hockey
| Olympiër | Discipline | Resultaat | Prestatie                                                      |
| --- | ---------- | --------- | -------------------------------------------------------------- |
| Günther Brennecke Hugo Budinger Hugo Dollheiser Hans-Jürgen Dollheiser Wilfried Grube Friedrich Hidding Alfred Lücker Carl-Ludwig Peters Werner Rosenbaum Heinz Schmitz Heinz Schütz Rolf Stoltenberg Wilhelm Suhren Heino Thielemann Günther Ullerich | mannen     | 5e        | 1ste ronde: W van Polen: 7-2 kwartfinale: V van Nederland: 0-1 |

### Kanovaren
| Olympiër                                | Discipline     | Resultaat | Prestatie                                     |
| --------------------------------------- | -------------- | --------- | --------------------------------------------- |
| Ralf Berckhan                           | C-1 1000m (m)  | 6e        | serie 2: 3de in 5.17,3 finale: 6de in 5.22,8  |
| Franz Johannsen                         | C-10000m (m)   | 7e        | 1:00.26,5                                     |
| Egon Drews Wilfried Soltau              | C-2 1000m (m)  | Brons     | serie 2: 4de in 4.48,4 finale: 3de in 4.48,3  |
| Egon Drews Wilfried Soltau              | C-2 10000m (m) | Brons     | 54.28,1                                       |
| Meinrad Mittenberger                    | K-1 1000m (m)  | 5e        | serie 2: 2de in 4.21,2 finale: 5de in 4.21,6  |
| Michel Scheuer                          | K-1 10000m (m) | Brons     | 57.54,6                                       |
| Gustav Schmidt Helmut Noller            | K-2 1000m (m)  | 5e        | serie 2: 2de in 3.55,7 finale: 4de in 3.51,8  |
| Karl-Heinz Schäfer Meinrad Miltenberger | K-2 10000m (m) | 6e        | 45.15,2                                       |
|                                         |                |           |                                               |
| Josefa Köster                           | K-1 500m (v)   | 8e        | serie 3: 2de in 2.26,2 finale: 8ste in 2.25,9 |

### Moderne vijfkamp
| Olympiër                                   | Discipline  | Resultaat | Prestatie      |
| ------------------------------------------ | ----------- | --------- | -------------- |
| Adolf Harder                               | individueel | DNF       | niet gefinisht |
| Dietloff Kapp                              | individueel | 36e       |                |
| Berthold Slupik                            | individueel | 32e       |                |
| Adolf Harder Dietloff Kapp Berthold Slupik | team        | DNF       | niet gefinisht |

### Paardensport
| Olympiër                                         | Discipline  | Resultaat | Prestatie          |
| Dressuur                                         | Dressuur    | Dressuur  | Dressuur           |
| ------------------------------------------------ | ----------- | --------- | ------------------ |
| Heinz Pollay                                     | individueel | 7e        | 518,5 punten       |
| Fritz Thiedemann                                 | individueel | 12e       | 479,5 punten       |
| Ida von Nagel                                    | individueel | 10e       | 503,0 punten       |
| Heinz Pollay Fritz Thiedemann Ida von Nagel      | team        | Brons     | 1501 punten        |
| Eventing                                         |             |           |                    |
| Willi Basing                                     | individueel | Brons     | 55,50 strafpunten  |
| Otto Rothe                                       | individueel | 11e       | 114,33 strafpunten |
| Klaus Wagner                                     | individueel | 5e        | 65,66 strafpunten  |
| Willi Basing Otto Rothe Klaus Wagner             | team        | Zilver    | 587,16 strafpunten |
| Springconcours                                   |             |           |                    |
| Hans-Hermann Evers                               | individueel | 35e       | 32 strafpunten     |
| Georg Haltig                                     | individueel | 16e       | 20 strafpunten     |
| Fritz Thiedemann                                 | individueel | Brons     | 8 strafpunten      |
| Hans-Hermann Evers Georg Haltig Fritz Thiedemann | team        | 6e        | 60 strafpunten     |

### Roeien
| Olympiër | Discipline      | Resultaat | Prestatie                                                                        |
| --- | --------------- | --------- | -------------------------------------------------------------------------------- |
| Waldemar Beck Gerhard Füssmann | dubbel-twee (m) | 7e        | serie 2: 2de in 7.04,3 halve finale 2: 2de in 7.36,3 herkansingen: 2de in 7.08,2 |
| Heinz Renneberg Heinz Eichholz | twee-zonder (m) | 12e       | serie 4: 3de in 8.03,3 halve finale 2: 2de in 7.36,3 herkansingen: 2de in 7.08,2 |
| Heinz Manchen Helmut Heinhold Helmut Noll                                                                                         | twee-met (m)    | Zilver    |                                                                                  |
| Günter Twiesselmann Klaus Schulze Heinz Beyer Gerd Vogeley Hans Joachim Wiemken                                                   | vier-met (m)    | 10e       | serie 4: 3de in 7.24,8 herkansingen: 2de in 7.04,6                               |
| Anton Reinartz Michael Reinartz Roland Freihoff Heinz Zünkler Peter Betz Stefan Reinartz Hans Betz Toni Siebenhaar Hermann Zander | acht (m)        | 5e        |                                                                                  |

### Schermen
| Olympiër                                   | Discipline      | Resultaat | Prestatie                                                                    |
| ------------------------------------------ | --------------- | --------- | ---------------------------------------------------------------------------- |
| Erwin Kroggel                              | degen (m)       | 66e       |                                                                              |
| Norman Casmir                              | floret (m)      | 34e       |                                                                              |
| Julius Eisenecker                          | floret (m)      | 47e       |                                                                              |
| Kurt Wahl                                  | floret (m)      | 44e       |                                                                              |
| Norman Casmir Julius Eisenecker Kurt Wahl  | floret team (m) | 10e       | groep 1: 1ste met 1 overwinning kwartfinale groep 3: 4de met 0 overwinningen |
| Hans Esser                                 | sabel (m)       | 43e       |                                                                              |
| Willy Fascher                              | sabel (m)       | 36e       |                                                                              |
| Richard Liebscher                          | sabel (m)       | 46e       |                                                                              |
| Hans Esser Willy Fascher Richard Liebscher | sabel team (m)  | 11e       |                                                                              |
|                                            |                 |           |                                                                              |
| Lilo Allgayer                              | floret (v)      | 12e       |                                                                              |

### Schietsport
| Olympiër       | Discipline                 | Resultaat | Prestatie   |
| -------------- | -------------------------- | --------- | ----------- |
| Albert Sigl    | 50m geweer 3 houdingen (m) | 20e       | 1134 punten |
| Erich Spörer   | 50m geweer 3 houdingen (m) | 18e       | 1143 punten |
| Albert Sigl    | 50m geweer liggend (m)     | 31e       | 394 punten  |
| Erich Spörer   | 50m geweer liggend (m)     | 5e        | 399 punten  |
| Fritz Krempel  | 50m pistool (m)            | 34e       | 512 punten  |
| Ludwig Leupold | 25m snelvuurpistool (m)    | 23e       | 553 punten  |
| Paul Wehner    | 25m snelvuurpistool (m)    | 24e       | 553 punten  |
| Kurt Schöbel   | trap (m)                   | 23e       | 175 punten  |

### Schoonspringen
| Olympiër      | Discipline    | Resultaat | Prestatie                                                     |
| ------------- | ------------- | --------- | ------------------------------------------------------------- |
| Hans Aderhold | 3m plank (m)  | 11e       | voorronde: 11de met 67,09 punten                              |
| Werner Sobeck | 3m plank (m)  | 12e       | voorronde: 12de met 66,75 punten                              |
| Fritz Geyer   | 10m toren (m) | 10e       | voorronde: 10de met 69,64 punten                              |
| Günther Haase | 10m toren (m) | Brons     | voorronde: 3de met 75,41 punten finale: 3de met 141,31 punten |
| Werner Sobeck | 10m toren (m) | 20e       | voorronde: 20ste met 64,27 punten                             |

### Turnen
| Olympiër | Discipline                             | Resultaat | Prestatie     |
| --- | -------------------------------------- | --------- | ------------- |
| Helmut Bantz | vloer (m)                              | 38e       | 18,20 punten  |
| Adalbert Dickhut | vloer (m)                              | 32e       | 18,40 punten  |
| Jakob Kiefer | vloer (m)                              | 180e      | 8,75 punten   |
| Friedel Overwien | vloer (m)                              | 121e      | 16,50 punten  |
| Hans Pfann | vloer (m)                              | 71e       | 17,60 punten  |
| Alfred Schwarzmann | vloer (m)                              | 78e       | 17,50 punten  |
| Erich Wied | vloer (m)                              | 92e       | 17,25 punten  |
| Theo Wied | vloer (m)                              | 73e       | 17,55 punten  |
| Helmut Bantz | sprong (m)                             | 13e       | 18,80 punten  |
| Adalbert Dickhut | sprong (m)                             | 9e        | 18,85 punten  |
| Jakob Kiefer | sprong (m)                             | 182e      | 9,00 punten   |
| Friedel Overwien | sprong (m)                             | 44e       | 18,40 punten  |
| Hans Pfann | sprong (m)                             | 83e       | 18,10 punten  |
| Alfred Schwarzmann | sprong (m)                             | 13e       | 18,80 punten  |
| Erich Wied | sprong (m)                             | 54e       | 18,35 punten  |
| Theo Wied | sprong (m)                             | 5e        | 18,95 punten  |
| Helmut Bantz | sprong (m)                             | 12e       | 19,10 punten  |
| Adalbert Dickhut | sprong (m)                             | 19e       | 18,85 punten  |
| Jakob Kiefer | sprong (m)                             | 27e       | 18,65 punten  |
| Friedel Overwien | sprong (m)                             | 40e       | 18,45 punten  |
| Hans Pfann | sprong (m)                             | 23e       | 18,75 punten  |
| Alfred Schwarzmann | sprong (m)                             | 15e       | 19,00 punten  |
| Erich Wied | sprong (m)                             | 27e       | 18,65 punten  |
| Theo Wied | sprong (m)                             | 15e       | 19,00 punten  |
| Helmut Bantz | rekstok (m)                            | 7e        | 19,25 punten  |
| Adalbert Dickhut | rekstok (m)                            | 75e       | 17,60 punten  |
| Jakob Kiefer | rekstok (m)                            | 31e       | 18,50 punten  |
| Friedel Overwien | rekstok (m)                            | 56e       | 18,10 punten  |
| Hans Pfann | rekstok (m)                            | 51e       | 18,20 punten  |
| Alfred Schwarzmann | rekstok (m)                            | Zilver    | 19,50 punten  |
| Erich Wied | rekstok (m)                            | 14e       | 19,05 punten  |
| Theo Wied | rekstok (m)                            | 32e       | 18,60 punten  |
| Helmut Bantz | ringen (m)                             | 14e       | 18,95 punten  |
| Adalbert Dickhut | ringen (m)                             | 45e       | 18,40 punten  |
| Jakob Kiefer | ringen (m)                             | 73e       | 17,90 punten  |
| Friedel Overwien | ringen (m)                             | 45e       | 18,40 punten  |
| Hans Pfann | ringen (m)                             | 18e       | 18,90 punten  |
| Alfred Schwarzmann | ringen (m)                             | 58e       | 18,25 punten  |
| Erich Wied | ringen (m)                             | 50e       | 19,05 punten  |
| Theo Wied | ringen (m)                             | 45e       | 18,40 punten  |
| Helmut Bantz | paard voltige (m)                      | 11e       | 18,95 punten  |
| Adalbert Dickhut | paard voltige (m)                      | 18e       | 18,75 punten  |
| Jakob Kiefer | paard voltige (m)                      | 12e       | 18,90 punten  |
| Friedel Overwien | paard voltige (m)                      | 15e       | 18,80 punten  |
| Hans Pfann | paard voltige (m)                      | 21e       | 18,65 punten  |
| Alfred Schwarzmann | paard voltige (m)                      | 65e       | 17,60 punten  |
| Erich Wied | paard voltige (m)                      | 43e       | 18,05 punten  |
| Theo Wied | paard voltige (m)                      | 37e       | 18,20 punten  |
| Helmut Bantz | individuele meerkamp (m)               | 8e        | 113,25 punten |
| Adalbert Dickhut | individuele meerkamp (m)               | 24e       | 110,85 punten |
| Jakob Kiefer | individuele meerkamp (m)               | 150e      | 91,70 punten  |
| Friedel Overwien | individuele meerkamp (m)               | 48e       | 108,65 punten |
| Hans Pfann | individuele meerkamp (m)               | 33e       | 110,20 punten |
| Alfred Schwarzmann | individuele meerkamp (m)               | 27e       | 110,65 punten |
| Erich Wied | individuele meerkamp (m)               | 40e       | 109,70 punten |
| Theo Wied | individuele meerkamp (m)               | 26e       | 110,70 punten |
| Helmut Bantz Adalbert Dickhut Jakob Kiefer Friedel Overwien Hans Pfann Alfred Schwarzmann Erich Wied Theo Wied          | meerkamp team (m)                      | 4e        | 561,20 punten |
| |                                        |           |               |
| Hanna Grages | vloer (v)                              | 24e       | 18,09 punten  |
| Brigitte Kiesler | vloer (v)                              | 73e       | 17,43 punten  |
| Hilde Koop | vloer (v)                              | 95e       | 16,96 punten  |
| Elisabeth Ostermeyer | vloer (v)                              | 56e       | 17,63 punten  |
| Inge Sedlmaier | vloer (v)                              | 52e       | 17,66 punten  |
| Wolfgard Voo | vloer (v)                              | 71e       | 17,46 punten  |
| Irma Walther | vloer (v)                              | 47e       | 17,73 punten  |
| Lydia Zeitlhofer | vloer (v)                              | 37e       | 17,99 punten  |
| Hanna Grages | sprong (v)                             | 38e       | 18,26 punten  |
| Brigitte Kiesler | sprong (v)                             | 27e       | 18,29 punten  |
| Hilde Koop | sprong (v)                             | 44e       | 18,06 punten  |
| Elisabeth Ostermeyer | sprong (v)                             | 20e       | 18,43 punten  |
| Inge Sedlmaier | sprong (v)                             | 71e       | 17,72 punten  |
| Wolfgard Voo | sprong (v)                             | 27e       | 18,29 punten  |
| Irma Walther | sprong (v)                             | 38e       | 18,13 punten  |
| Lydia Zeitlhofer | sprong (v)                             | 117e      | 16,13 punten  |
| Hanna Grages | brug (v)                               | 31e       | 17,83 punten  |
| Brigitte Kiesler | brug (v)                               | 63e       | 17,26 punten  |
| Hilde Koop | brug (v)                               | 89e       | 16,56 punten  |
| Elisabeth Ostermeyer | brug (v)                               | 37e       | 17,79 punten  |
| Inge Sedlmaier | brug (v)                               | 58e       | 17,36 punten  |
| Wolfgard Voo | brug (v)                               | 77e       | 16,93 punten  |
| Irma Walther | brug (v)                               | 24e       | 18,06 punten  |
| Lydia Zeitlhofer | brug (v)                               | 40e       | 17,72 punten  |
| Hanna Grages | balk (v)                               | 42e       | 17,59 punten  |
| Brigitte Kiesler | balk (v)                               | 122e      | 15,00 punten  |
| Hilde Koop | balk (v)                               | 133e      | 11,82 punten  |
| Elisabeth Ostermeyer | balk (v)                               | 75e       | 17,06 punten  |
| Inge Sedlmaier | balk (v)                               | 73e       | 17,09 punten  |
| Wolfgard Voo | balk (v)                               | 55e       | 17,32 punten  |
| Irma Walther | balk (v)                               | 28e       | 18,03 punten  |
| Lydia Zeitlhofer | balk (v)                               | 36e       | 17,73 punten  |
| Hanna Grages | individuele meerkamp (v)               | 26e       | 71,77 punten  |
| Brigitte Kiesler | individuele meerkamp (v)               | 80e       | 67,98 punten  |
| Hilde Koop | individuele meerkamp (v)               | 118e      | 63,40 punten  |
| Elisabeth Ostermeyer | individuele meerkamp (v)               | 38e       | 70,91 punten  |
| Inge Sedlmaier | individuele meerkamp (v)               | 54e       | 110,20 punten |
| Wolfgard Voo | individuele meerkamp (v)               | 53e       | 70,00 punten  |
| Irma Walther | individuele meerkamp (v)               | 24e       | 69,83 punten  |
| Lydia Zeitlhofer | individuele meerkamp (v)               | 60e       | 69,57 punten  |
| Hanna Grages Brigitte Kiesler Hilde Koop Elisabeth Ostermeyer Inge Sedlmaier Wolfgard Voo Irma Walther Lydia Zeitlhofer | meerkamp team (v)                      | 5e        | 495,23 punten |
| Hanna Grages Brigitte Kiesler Hilde Koop Elisabeth Ostermeyer Inge Sedlmaier Wolfgard Voo Irma Walther Lydia Zeitlhofer | meerkamp team draagbaar greedschap (v) | 4e        | 71,20 punten  |

### Voetbal
| Olympiër | Discipline | Resultaat | Prestatie |
| --- | ---------- | --------- | --- |
| Alfred Post Erich Gleixner Georg Stollenwerk Hans Eberle Herbert Jager Herbert Schafer Hans Zeitler Karl Klug Kurt Ehrmann Kurt Sommerlatt Ludwig Hinterstocker Matthias Mauritz Rudi Schonbeck Willi Schroder | mannen     | 4e        | voorronde: vrij 1ste ronde: W van Egypte: 3-1 kwartfinale: W van Brazilië: 4-2 halve finale: V van Joegoslavië: 1-3 bronzen finale: V van Zweden: 0-2 |

### Waterpolo
| Olympiër | Discipline | Resultaat | Prestatie |
| --- | ---------- | --------- | --------- |
| Gunter Heine Paul Uellendahl Erich Sauermann Wilfried Bode Willi Sturm Heinz Zander Ferdinand Panke Emil Bildstein Philipp Dotzer | mannen     | 13e       |           |

### Wielersport
| Olympiër                                           | Discipline            | Resultaat | Prestatie      |
| Baan                                               | Baan                  | Baan      | Baan           |
| -------------------------------------------------- | --------------------- | --------- | -------------- |
| Werner Potzernheim                                 | sprint (m)            | Brons     |                |
| Weg                                                |                       |           |                |
| Walter Becker                                      | wegwedstrijd (m)      | DNF       | niet gefinisht |
| Paul Maue                                          | wegwedstrijd (m)      | 48e       | 5:24.44,5      |
| Oscar Zeissner                                     | wegwedstrijd (m)      | 8e        | 5:11.18,5      |
| Edi Ziegler                                        | wegwedstrijd (m)      | Brons     | 5:07.47,5      |
| Walter Becker Paul Maue Oscar Zeissner Edi Ziegler | wegwedstrijd team (m) | 5e        | 15:43.50,5     |

### Worstelen
| Olympiër          | Discipline  | Resultaat   | Prestatie   |
| Vrije stijl       | Vrije stijl | Vrije stijl | Vrije stijl |
| ----------------- | ----------- | ----------- | ----------- |
| Heini Weber       | -52kg (m)   | 5e          |             |
| Ferdinand Schmitz | -57kg (m)   | 7e          |             |
| Rolf Ellerbrock   | -62kg (m)   | 18e         |             |
| Heini Nettesheim  | -67kg (m)   | 6e          |             |
| Anton Mackowiak   | -73kg (m)   | 11e         |             |
| Gustav Gocke      | -79kg (m)   | 4e          |             |
| Max Leichter      | -87kg (m)   | 8e          |             |
| Willi Waltner     | +87kg (m)   | 8e          |             |
| Grieks-Romeins    |             |             |             |
| Heini Weber       | -52kg (m)   | 4e          |             |
| Ferdinand Schmitz | -57kg (m)   | 6e          |             |
| Rolf Ellerbrock   | -62kg (m)   | 10e         |             |
| Heini Nettesheim  | -67kg (m)   | 15e         |             |
| Anton Mackowiak   | -73kg (m)   | 10e         |             |
| Gustav Gocke      | -79kg (m)   | 8e          |             |
| Max Leichter      | -87kg (m)   | 9e          |             |
| Willi Waltner     | +87kg (m)   | 4e          |             |

### Zeilen
| Olympiër                                                                            | Discipline | Resultaat | Prestatie                           |
| ----------------------------------------------------------------------------------- | ---------- | --------- | ----------------------------------- |
| Werner Krogmann                                                                     | finn       | 15e       | 3149 punten: (3-16-11-17-11-14-17)  |
| Paul Elmar Fischer Claus Eckbert Wunderlich                                         | star       | 11e       | 2367 punten: (8-10-DNF-14-DNF-10-5) |
| Theodor Thomsen Erich Natusch Georg Nowka                                           | dragon     | Brons     | 5351 punten: (4-8-6-3-1-3-2)        |
| Hans Lubinus Hans-Hermann Magnusson Ludwig Bielenberg                               | 5,5m       | 9e        | 2845 punten: (7-14-8-8-4-6-9)       |
| Wolfgang Elsner Hans Kadelbach Paul-Heinrich Lange Götz von Mirbach Andreas Howaldt | 6m         | 10e       | 1191 punten: (10-7-9-10-9-9-9)      |

### Zwemmen
| Olympiër                                                            | Discipline            | Resultaat | Prestatie                                                                    |
| ------------------------------------------------------------------- | --------------------- | --------- | ---------------------------------------------------------------------------- |
| Heinz-Günther Lehmann                                               | 1500m vrije slag (m)  | 11e       | serie 2: 2de in 19.17,9                                                      |
| Herbert Klein                                                       | 200m schoolslag (m)   | Brons     | serie 6: 1ste in 2.37,0 halve finale 2: 1ste in 2.37,0 finale: 3de in 2.35,9 |
|                                                                     |                       |           |                                                                              |
| Elisabeth Rechlin                                                   | 100m vrije slag (v)   | 15e       | serie 1: 3de in 1.08,5 halve finale 2: 8ste in 1.08,5                        |
| Vera Schäferkordt                                                   | 100m vrije slag (v)   | 25e       | serie 2: 5de in 1.10,9                                                       |
| Elisabeth Rechlin                                                   | 400m vrije slag (v)   | 24e       | serie 3: 4de in 5.38,0                                                       |
| Erna Herbers                                                        | 100m rugslag (v)      | 18e       | serie 3: 7de in 1.23,1                                                       |
| Gertrud Herrbruck                                                   | 100m rugslag (v)      | 25e       | serie 2: 2de in 1.17,8 finale: 6de in 1.18,0                                 |
| Ursula Happe                                                        | 200m schoolslag (v)   | 13e       | serie 1: 2de in 3.02,7 halve finale 2: 7de in 3.03,8                         |
| Elisabeth Rechlin Vera Schäferkordt Kati Jansen Gisela Jacob-Arendt | 4x100m vrije slag (v) | 8e        | serie 1: 4de in 4.42,7 finale: 8ste in 4.44,1                                |

Argentinië · Australië · Bahama's · België · Bermuda · Birma · Brazilië · Brits-Guiana · Bulgarije · Canada · Ceylon · Chili · China · Cuba · Denemarken · Duitsland · Egypte · Filipijnen · Finland · Frankrijk · Goudkust · Griekenland · Groot-Brittannië · Guatemala · Hongarije · Hongkong · Ierland · IJsland · India · Indonesië · Iran · Israël · Italië · Jamaica · Japan · Joegoslavië · Libanon · Liechtenstein · Luxemburg · Mexico · Monaco · Nederland · Nederlandse Antillen · Nieuw-Zeeland · Nigeria · Noorwegen · Oostenrijk · Pakistan · Panama · Polen · Portugal · Puerto Rico · Roemenië · Saarland · Singapore ·  Sovjet-Unie · Spanje · Thailand · Trinidad en Tobago · Tsjecho-Slowakije · Turkije · Uruguay · Venezuela · Verenigde Staten · Vietnam · Zuid-Afrika · Zuid-Korea · Zweden · Zwitserland